# Vetkelkjesfamilie
De vetkelkjesfamilie (Gymnomitriaceae) is een familie van levermossen uit de orde Jungermanniales.

## Kenmerken
De planten groeien in kussenvormige gazons, die vaak sterk bruinig of roodachtig gekleurd zijn. De stengels staan rechtop. De flankbladeren zijn dwars geplaatst, hebben twee lobben en zijn boot- tot gootvormig gevouwen. Er zijn geen onderbladeren. Elke cel bevat twee tot drie grote olielichamen. Het weefsel van de stengel vormt rond de archegoniumanlage een korte buis, het zogenaamde perigynium. Een periant is aanwezig en wordt duidelijk overtroffen door de omhulselbladeren. Het kan ook verminderd of volledig afwezig zijn. Broedlichamen worden niet gevormd.

## Taxonomie
De vetkelkjesfamilie bestaat uit de volgende onderfamilies en geslachten:
- niet in een onderfamilie ingedeeld
  - Acrolophozia R.M.Schust.
  - Nanomarsupella R.M.Schust. ex A.Hagborg
  - Paramomitrion R.M.Schust.
- Gymnomitrioideae T.Jense
  - Cryptocoleopsis Amakawa
  - Gymnomitrion Corda
  - Marsupella Dumort.
  - Poeltia Grolle
  - Prasanthus Lindb.
- Nardioideae Váňa
  - Nardia Gray